# Nico Hermans
Nico Hermans (Maastricht, 19 juni 1919 – Utrecht, 11 augustus 1988) was een Nederlands dirigent en componist.
Hij kreeg zijn opleiding aan het Muzieklyceum Maastricht, maar ook aan dat in Kopenhagen. Voor compositieleer was zijn docent Poul Schierbeck. Zijn muziekinstrument was de cello. Hij was in 1949 en 1950 tweede dirigent van het Maastrichts Stedelijk Orkest, in eerste instantie onder Paul Hupperts. Hermans had gehoopt dat na het vertrek van Hupperts hij of eerste dirigent was geworden of een oudere dirigent als mentor toegewezen zou worden. Er kwam echter de jonge André Rieu sr. Er ontbrandde een tweestrijd waarbij Hermans het onderspit delfde. Hij vertrok naar het Utrechts Symfonie Orkest, alwaar hij cello speelde onder dirigent Paul Hupperts. Hij was daarna nog dirigent van onder andere het Nationaal Jeugd Orkest (1956-1971), het Amsterdamse Symfonie Orkest Con Brio (1952-1983), FASO Symfonie Orkest (Federatie Amateur Symfonie Orkesten) en Capella Majellana.
Hij schreef enkele symfonische werken (een symfonie, harpconcert, klarinetconcert, altvioolconcert), liederen en kamermuziek). Zijn muziek liet invloeden van Albert Roussel horen. Zijn enige symfonie ging op 15 januari 1951 in première bij het USO onder leiding van Paul Hupperts. In 1970 gaf hij leiding aan een gezamenlijk concert met Ekseption en het jeugdorkest in het Koninklijk Concertgebouw.
- CiNii: DA13748941
- International Standard Name Identifier: 0000 0000 8330 2290
- Library of Congress Control Number: n78051514
- Nederlandse Thesaurus van Auteursnamen: 096672080
- Virtual International Authority File: 117844647
- WorldCat: E39PBJgt88VFcjhC7tTPdxTfv3